# ファエード
ファエード（伊: Faedo）は、イタリア共和国トレンティーノ＝アルト・アディジェ州トレント自治県サン・ミケーレ・アッラーディジェにある分離集落（フラツィオーネ）。
かつては独立した自治体（コムーネ）であったが、2020年1月1日、近隣のサン・ミケーレ・アッラーディジェと合併し、新自治体の一部となった。

## 地理

### 位置・広がり
トレント自治県北部に位置する。県都トレントから北北東へ13km、州都ボルツァーノから南南西へ37kmの距離にある。

#### 隣接コムーネ
コムーネとしてのファエードは、以下のコムーネと隣接していた。
- メッツォコローナ
- ジョーヴォ
- サン・ミケーレ・アッラーディジェ

## 行政

### Comunita di valle
トレント自治県が設置した広域行政組織 Comunita di valle 「ロタリアーナ＝ケーニヒスベルク」 (it:Comunita Rotaliana-Konigsberg)  （事務所所在地: メッツォコローナ）に属する。